# Gonzales (Califórnia)
Gonzales é uma cidade localizada no estado americano da Califórnia, no Condado de Monterey. Foi incorporada em 14 de janeiro de 1947.

## Geografia
De acordo com o United States Census Bureau, a cidade tem uma área de 5,1 km², onde 5 km² estão cobertos por terra e 0,1 km² por água.

### Localidades na vizinhança
O diagrama seguinte representa as localidades num raio de 32 km ao redor de Gonzales.

## Demografia
Segundo o censo nacional de 2010, a sua população é de 8 187 habitantes e sua densidade populacional é de 1 646,36 hab/km². Possui 1 989 residências, que resulta em uma densidade de 399,98 residências/km².